# Rodolfo Muller
Rodolfo Muller (Livorno, 12 agosto 1876 – Parigi, 11 settembre 1947) è stato un ciclista su strada italiano.
Professionista dal 1897 al 1904, terminò al quarto posto il primo Tour de France.

## Carriera
Nato a Livorno, dove suo padre, cittadino svizzero, aveva proseguito l'attività commerciale iniziata dal nonno, Rodolfo come il resto della famiglia è costretto ad emigrare a Parigi dopo il dissesto finanziario che aveva travolto i Muller come molte altre facoltose famiglie livornesi. 
A Parigi, senza un soldo, inizia la carriera di corridore ciclista prima come allenatore di alcuni fra i più forti corridori dell'epoca e poi, dal 1897, come professionista fra i più quotati eccellendo soprattutto nelle estenuanti gare di resistenza che andavamo molto di modo negli anni a cavallo del '900.
Dopo l'esordio alla Parigi Cobourg del 1897, dove arriva terzo, nel 1898 partecipa alla terza edizione della Parigi – Roubaix. Vince Garin e Muller è sesto. Sempre nel ‘98 e sempre a Roubaix partecipa alla sua prima corsa su pista: una 48 ore che lo vede secondo dietro Stephane. Lo nota un altro forte corridore francese, Gaston Rivierre che lo porta con se in Russia. I due corrono la Mosca – San Pietroburgo. Sempre nel ‘98 corre una 72 ore al velodromo parigino del Parco dei Principi. Distrutto dal caldo si deve accontentare del quarto posto.
In questi anni di fine secolo torna sovente a Livorno, dove ha molti amici ed estimatori, e vi compie anche una impresa non banale: fare in bicicletta la salita di Montenero da piazza delle Carrozze al Santuario. Una strada ripida e sconnessa. Lo fa nell’ottobre 1897 e si ripete nel 1902, reduce dal terzo posto alla “Gran Corsa Nazionale” di 540 km. Durante il suo soggiorno del 1898 Muller batte il record mondiale delle 12 ore senza allenatori sulla pista della “S. Fenzi”, situata sulla Spianata dei Cavalleggeri, l’attuale Terrazza Mascagni, percorrendo 307 chilometri e 350 metri.
Nel 1899 corre la 100 ore al velodromo di Parigi. Vince l’americano Miller ma Muller, partito troppo forte, arriva comunque nono. Quindici ore dopo in un match di rivincita dietro allenatori si prende la soddisfazione di battere Miller.
Sempre nel 1899 sulla pista del Trotter a Milano batte il record italiano dell’ora dietro un triciclo a motore. Muller è uno dei professionisti più apprezzati e in quegli anni viene normalmente ingaggiato dagli organizzatori delle corse su pista, in Francia ma anche in Italia, in Belgio e perfino negli Stati Uniti dove partecipa a molte sei giorni assieme ai migliori ciclisti francesi.. Seguendo la moda del tempo Muller si impegna anche in lunghi viaggi in bicicletta: nel settembre 1899 va da Parigi a Milano e nel maggio 1902 da Parigi a Madrid. Nel 1900 partecipa, all’interno della folta rappresentativa italiana, alla gara ciclistica per professionisti organizzata in occasione dell’esposizione internazionale, svoltasi parallelamente alle Olimpiadi di Parigi. Nel 1901 corre per la squadra italiana “Clement” e arriva sesto alla Parigi – Brest - Parigi.
Nel 1902 è secondo alla Parigi-Marsiglia, quella che potrebbe essere definita la prima corsa ciclistica a tappe visto che si svolge in due massacranti frazioni che ebbero luogo il 18 e 19 maggio.
Nello stesso anno ottiene la prima vittoria aggiudicandosi nei Pirenei una corsa di 200 km che prevede una doppia scalata del Tourmalet, affrontato per la prima volta da una corsa ciclistica. La corsa però non è riconosciuta dall’Unione ciclistica internazionale in quanto organizzata dal Touring Club. Sempre nel 1902 partecipa alla prima grande prova organizzata dalla Gazzetta dello Sport, la “Gran Corsa Nazionale”. Arriva terzo battuto in volata da Brusoni e Beccaria.
Amico fraterno di Geo Lefevre, responsabile della rubrica ciclistica su “L’Auto”, quotidiano sportivo parigino, Rodolfo inizia la sua carriera giornalistica pubblicando su “L’Auto” resoconti delle corse a cui partecipa.
Su incarico di Lefevre nella primavera 1903 visiona in motocicletta il percorso previsto per il primo Tour de France. A giugno lo ripercorre con una bicicletta Columbia a trasmissione cardanica, senza catena. 
Forte di questa esperienza Rodolfo, che adesso milita nell’equipe “La Francaise”, partecipa, a quel primo Tour. Fra gli iscritti viene indicato come di nazionalità italiana anche se per la verità la sua nazionalità era rimasta svizzera. È uno dei favoriti visto che pochi mesi prima aveva raggiunto il terzo posto in una delle gare più prestigiose di quei tempi, la Bol d'Or, massacrante gara che prevedeva di percorrere 739,275 km nella pista parigina di Buffalo. Anche se non vince nessuna tappa, si classifica nel primi dieci in cinque frazioni su sei di quello spossante Tour. Al termine Muller è  quarto in classifica generale, a 4 ore 39’ e 45” dal vincitore Maurice Garin, un valdostano che nel 1901 aveva preso la nazionalità francese. 
Muller si piazza terzo nella Bordeaux – Parigi di quell’anno, dietro Lesna e Garin. Nel marzo 1904 ottiene la seconda e più prestigiosa vittoria: la 1000 km che si corre alla Galerie des machines, il velodromo di ferro e vetro costruito in occasione della Esposizione Universale e che nel 1909 verrà distrutto. Al suo posto viene costruito il Velodrome d’Hiver, mitico tempio del ciclismo su pista parigino.
Muller partecipa alla Bordeaux – Parigi ma sarà la sua ultima corsa da professionista perché a causa di “gravi irregolarità” verrà squalificato per due anni, assieme ad altri corridori fra cui Georget. La sua colpa, allora considerata gravissima, era stata quella di aver cambiato bicicletta. Non potendo più fare corse in bici, Rodolfo ritorna per un breve periodo sulla motocicletta correndo a Chateau-Therry e nel circuito belga di Spa.
Presa la cittadinanza francese Muller intraprende l'attività di giornalista collaborando nel dopoguerra al settimanale "La Pedale".

## Piazzamenti

### Grandi giri
- Tour de France

1903: 4º

### Classiche
- Parigi-Roubaix

1898: 6º